# Оборона Донеччини
Оборона Донеччини — оборонна операція Гайдамацької бригади Запорізького корпусу Армії УНР та загонів Вільного козацтва на Донеччині проти наступаючих частин Донської та Добровольчої армії з 23 листопада 1918 року по середину січня 1919 року.

## Історія
На момент Антигетьманського перевороту, який стався на Лівобережній Україні під керівництвом полковника Болбочана 17 листопада на Донбасі в Старобільському повіті розташовувалися такі частини Армії УНР:
- 1-й Запорізький ім. гетьмана П. Дорошенка піхотний полк
- 3-й Запорізький ім. гетьмана Б. Хмельницького піхотний полк
- 3-й Гайдамака піхотний полк[3]
- 8-а Азовська бригада Окремого корпусу кордонної охорони
- 7-а Донецька бригада Окремого корпусу кордонної охорони

Відразу після перевороту Болбочан дав наказ про передислокацію 1-го полку до Харкова, 2-го на лінію залізниці Валуйки — Куп'янськ, і 3-й Гайдамацький полк було перекинуто до Бахмутського Слов'яносербського повіту. Після прибуття у вказані повіти штаб полку розташувався в Лисичанську, у Луганську розташовувалася 7-а Донецька бригада Окремого корпусу кордонної охорони під командуванням Оранського Анатолія Григоровича, у Маріуполі 8-а Азовська бригада Окремого корпусу кордонної охорони  під командуванням Костенка Михайлом Федоровичем.
19 листопада донський загін Петра Коновалова за іншими відомостями полковника Барліна порушив Попередній договір між Українською державою та ВВС від 7 серпня 1918 р. про взаємне визнання кордонів незаконно перетнули кордон Української Держави і без бою зайняв Луганськ. Розташовані в місті німці зайняли нейтральну позицію 7-а Донецька бригада Окремого корпусу кордонної охорони, яка перебувала в Луганську на чолі з Оранським Анатолієм Григоровичем, у повному складі перейшли до складу Донської армії. 22 листопада донський загін полковника Жирова без бою зайняв Маріуполь. Українські частини 48-го Маріупольського полку, що знаходилися в місті, на чолі з — Шведов Григорій Юхимович перейшов до складу Донської армії 8-а Азовська бригада Окремого корпусу кордонної охорони на чолі з Костенком Михайлом Федоровичем частини особового складу перейшли до складу Донської армії, а інша частина, яка підтримувала Директорію УНР відступила до Бердянська.
23 листопада 1918 р. отаман Краснов, спираючись на згоду гетьмана Скоропадського, опублікував наказ про введення частин Донської армії в Українську Народну Республіку. У наказі говорилося:
```
"Друзями, з відкритою душею, гостями на запрошення вашої влади йдемо ми до вас і чекаємо від вас - ласкавого "добро пожаловать
[
5
]
"
```

Згідно з наказом частини 3-ї та 2-ї Донської дивізії (5000 шабель та багнетів) мали зайняти прикордонну 25-кілометрову зону, включаючи всі населені пункти, що входять до цієї зони.. Козачі частини вводилися за згодою австро-німецькою стороною, яка передавала цю зону козакам. 1 грудня козачий полк зайняв Дебальцеве, цього ж дня козаки зайняли Юзівку, німці, які покидали ці населені пункти, передали зброю козакам. .
Після отримання інформації, що частини Донської армії перетнули кордон УНР і зайняли частину Донбасу головнокомандувач Лівобережної групи Армії УНР полковник Петро Болбочан відправив телеграму отаману Краснову з вимогою вивести донські частини з Донецького басейну. На телеграму Болбочана відповів полковник невідомої частини Донської армії, який просив припинити бойові дії на лінії зіткнення.
До цього моменту відбувалися численні сутички повстанських загонів, які разом із Гайдамацькою бригадою та самостійно захищали свої населені пункти від донського козацтва. Основними районами зіткнення був Старобільський повіт де діяли численні повстанські загони та Охотний козачий курінь який здійснював рейди по повіту та забезпечувався Гайдамацькою бригадою, іншими районами зіткнень загонів повстанців та Вільного козацтва та гайдамаків з донськими козаками. Про це писав Денікін у четвертому томі «Нарис російської смути»:
«Май-Маєвський протягом двох місяців зі своїми 2,5, потім 4,5 тисячами багнетів, з величезною напругою та завзятістю ледь відбивався від Махна, петлюрівців…»
Слова Денікіна підтверджують спогади сотника 1-го Бахмутського куреня С. Левченка, який наприкінці листопада їздив до Волоха:
«Цього ж вечора я з двома козаками виїхав до Переїзної, до штабу отамана Волоха. Переїзна — це Харків у мініатюрі. Також і тут роїлися від козаків, тільки більше було порядку та суворості — отаман Волох жартувати не любив. Десь на сході ревли гармати, там ішов із добровольцями бій.»

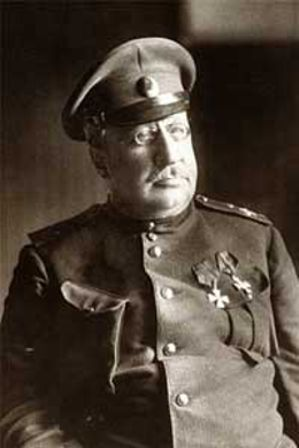
Май-Маєвський Володимир Зенонович командир Донецької групи ВРЮР.

Після цього Болбочан відправив телеграму отаману Волоху, якому наказав вступити в переговори з донськими частинами, з якими вони увійшли в бойовий дотик. Але Волох навідріз відмовився розпочинати переговори з донськими козаками. 8 грудня на окупованій Донською армією території Старобільського та Слов'яносербського повітів було створено Старобільське генерал-губернаторство.
На початку грудня в Бахмутському повіті з місцевих жителів були створені загони Вільного козацтва, основною метою яких була оборона населених пунктів від донських і добровольчих частин, найбільші загони були створені в Краматорську — сотня (120 бійців) Краматорська командир хорунжий Федоренко, Бахмут курінь (600 бійців) командир Мережко, околиці Соледара — Терещенський курінь (2000 бійців) командир Чаплін, Покровськ — Курінь Донецького Кряжа (259 бійців) командир Малашко.. З дозволу Петра Болбочана в робочих селищах Донбасу були сформовані робітничі дружини з представників соціалістичних партій крім більшовиків, робітничі дружини були забезпечені зброєю інструкторами та старшинами та налічували 2600 бійців.

## Хронологія
- 19 листопада — частини Донської армії перетнули кордон Української Держави і зайняли Луганськ.
- 22 листопада — частини Донської армії зайняли Маріуполь.
- 23 листопада — отаман Краснов видав офіційний наказ про введення частин Донської армії на територію УНР.

## Сили сторін

### УНР
- Гайдамацька бригада
- Вільне козацтво
- Робочі дружини Донбасу — 2600[15].

### Перейшли на бік супротивника
- 8-а Азовська бригада Окремого корпусу кордонної охорони — 22 листопада 1918 року перейшла до складу Донської армії.
- 7-а Донецька бригада Окремого корпусу кордонної охорони — 19 листопада 1918 року перейшла до складу Донської армії.
- 48-й Маріупольський полк — Шведов Григорій Юхимович перейшов 22 листопада 1918 року до складу Донської армії.

### Всевелике Військо Донське
Початок грудня 1918 — 5000 бійців.
- 2-а Донська кінна дивізія
- 3-я Донська кінна дивізія

### Південь Росії
Початок грудня 1918 — 3500 бійців.
- Донецька група ВРЮР — 2500